# Hongqi HQE
A Hongqi HQE (红旗HQE) é uma automóvel de luxo de estilo retrô feito pela FAW Hongqi. Lançado em 2009, é o primeiro carro de luxo equipado com motor V12 cilindros fabricado na China. Como o veículo topo de linha mais avançado de Hongqi, o HQE servirá como veículo de última geração para VIPs e autoridades nacionais de alto escalão. O HQE foi designado o veículo presidencial para a revisão das tropas do líder supremo Hu Jintao para a celebração do 60º aniversário do Dia Nacional da República Popular da China. O modelo de produção do HQE é denominado L7 (distância entre eixos curta) e L9 quando a produção em massa começou em 2013..

## Projeto
Baseado no carro-conceito HQD, o HQE é totalmente feito à mão. A carroceria compreende uma seção retangular de aço galvanizado com painéis externos de bordas quadradas montados em um chassi derivado do Toyota Land Cruiser Prado, e a aparência externa e os detalhes contêm aspectos do estilo chinês. Dimensionalmente tem 6,4 metros de comprimento, 2,05 metros de largura e 1,72 metros de altura. O HQE custa mais de 3.000.000 RMB ou aproximadamente US$ 439.300 (em 2009). Uma versão blindada do carro também está disponível. O Hongqi foi projetado nas instalações de P&D da FAW em Changchun. A equipe de design foi composta por FAW e Magna Steyr e contou com membros da China, Áustria, Reino Unido e Estados Unidos.

## Desempenho
O HQE é movido por um motor V12 de alumínio de projeto chinês (designação CA12VG), pesquisado e desenvolvido de forma independente, com cilindrada de 6,0 litros e produzindo 300 kW (400 cv) a 5.600 rpm e 550 Nm (405 lb·ft) de torque a 4400 rpm..